# 558 a.C.

## Eventos
- O autor de II Esdras [Nota 1] tem a visão do arcanjo Uriel.[1]
- Creso, rei da Lídia, envia emissários ao Oráculo de Delfos para saber prognósticos sobre sua futura guerra contra os persas.[1]
- Zoroastro (Zaratustra), inicia sua obra profética

## Nascimentos
- Tales de Mileto

## Mortes
- Sólon